# Петрушень
Петрушень (рум. Petruşeni) — село в Ришканському районі Молдови. Утворює окрему комуну.

## Видатні уродженці
- Абрамчук Вероніка Михайлівна — молдовський політик.